# Newfoundlandse parlementsverkiezingen 1832
De Newfoundlandse parlementsverkiezingen van 1832 werden gehouden over een periode van twee maanden, tot de laatste stemdatum zijnde 8 december 1832. Het waren de eerste verkiezingen in de geschiedenis van de Kolonie Newfoundland, dat daarmee als laatste kolonie van Brits Noord-Amerika een representatieve overheid kreeg. Deze eerste verkiezingen voor het Huis van Vergadering van Newfoundland draaiden uit op een grote overwinning van de conservatieven.

## Vereisten voor kandidaten en kiezers
Om kandidaat te mogen zijn moest men een man zijn, minimaal 21 jaar oud, bij verstande zijn, geboren zijn in Newfoundland of een wettig Brits staatsburger zijn, minstens twee jaar in Newfoundland gewoond hebben en de status van huisbezitter of -huurder hebben. Daarenboven mocht geen enkele kandidaat veroordeeld geweest zijn voor een ernstig misdrijf.
Om kiesgerechtigd te zijn golden grotendeels dezelfde vereisten als voor kandidaten, al moesten kiezers slechts één jaar in de kolonie woonachtig zijn.

## Districten
De kolonie werd ingedeeld in negen kiesdistricten. Deze omvatten enkel kustgebieden in de oostelijke helft van het eiland Newfoundland. De kusten van westelijk Newfoundland werden immers beschouwd als visgebieden van de Fransen en Amerikanen met vrijwel geen Brits-Newfoundlandse aanwezigheid, terwijl het binnenland en de regio Labrador beschouwd werden als onbewoond.
| Kiesdistrict             | Zetels |
| ------------------------ | ------ |
| Conception Bay           | 4      |
| St. John's               | 3      |
| Placentia and St. Mary's | 2      |
| Bonavista Bay            | 1      |
| Burin                    | 1      |
| Ferryland                | 1      |
| Fortune Bay              | 1      |
| Trinity Bay              | 1      |
| Twillingate and Fogo     | 1      |

## Uitslag verkiezingen

### Algemeen
De Conservatieve Partij van Newfoundland haalde tien van de vijftien zetels in het Huis van Vergadering (lagerhuis) binnen en was daarmee de grote winnaar van de verkiezingen. Zij bestonden uit behoudsgezinde krachten en het establishment. De Liberale Partij van Newfoundland wist een derde van de zetels binnen te halen. Zij streefden naar responsible government, wat inhield dat ook het uit aangeduide personen bestaande hogerhuis, net als het lagerhuis, rekenschap zou moeten afleggen aan de Newfoundlanders eerder dan aan de Britse Kroon.
| Partij | Partij               | Zetels            |
| ------ | -------------------- | ----------------- |
|        | Conservatieve Partij | 10 zetels (66,7%) |
|        | Liberale Partij      | 5 zetels (33,3%)  |

### Per kiesdistrict
In de kiesdistricten Conception Bay, St. John's en Bonavista werden er dag na dag stemmen uitgebracht op verschillende plaatsen. De gang van zaken was dat kandidaten met weinig succes zich terugtrokken, totdat enkel het aantal kandidaten overbleef dat effectief te verkiezen was. Zij werden dan aangeduid als het verkozen parlementslid. In de andere districten werd er gewerkt met acclamatie.
Onderstaande tabel geeft de verkozen parlementsleden weer per district. Hun politieke affiliatie staat aangeduid met de kleur blauw (conservatief) of rood (liberaal).
| Kiesdistrict             | Partij | Partij       | Verkozene            | Stemmen    |
| ------------------------ | ------ | ------------ | -------------------- | ---------- |
| Conception Bay           |        | Conservatief | Charles Cozens       | 923        |
| Conception Bay           |        | Liberaal     | Robert Pack          | 936        |
| Conception Bay           |        | Liberaal     | Peter Brown          | 923        |
| Conception Bay           |        | Liberaal     | James Power          | 904        |
| St. John's               |        | Conservatief | William Thomas       | 762        |
| St. John's               |        | Conservatief | Patrick Kough        | 647        |
| St. John's               |        | Liberaal     | John Kent            | 893        |
| Placentia and St. Mary's |        | Conservatief | John Martin          | Acclamatie |
| Placentia and St. Mary's |        | Liberaal     | Roger Sweetman       | Acclamatie |
| Bonavista Bay            |        | Conservatief | William Brown        | ?          |
| Burin                    |        | Conservatief | William Hooper       | Acclamatie |
| Ferryland                |        | Conservatief | Robert Carter        | Acclamatie |
| Fortune Bay              |        | Conservatief | Newman Hoyles        | Acclamatie |
| Trinity Bay              |        | Conservatief | John Bingley Garland | Acclamatie |
| Twillingate and Fogo     |        | Conservatief | Thomas Bennett       | Acclamatie |